# Jiří Mainuš
Jiří Mainuš (ur. 8 stycznia 1945 w Jakartovicach) – czechosłowacki kolarz szosowy, srebrny medalista mistrzostw świata.

## Kariera
Największy sukces w karierze Jiří Mainuš osiągnął w 1970 roku, kiedy wspólnie z Františkiem Řezáčem, Milanem Puzrlą oraz Petrem Matouškiem zdobył srebrny medal w drużynowej jeździe na czas na mistrzostwach świata w Leicester. Był to jednak jedyny medal wywalczony przez niego na międzynarodowej imprezie tej rangi. W tej samej konkurencji reprezentacja Czechosłowacji z Mainušem w składzie zajęli też między innymi czwarte miejsce na rozgrywanych trzy lata później mistrzostwach świata w Barcelonie. W 1972 roku wystąpił na igrzyskach olimpijskich w Monachium w 1972 roku, gdzie wraz z kolegami był trzynasty w drużynowej jeździe na czas. Ponadto w 1970 roku wygrał brytyjski Milk Race, w 1971 roku był trzeci w Ytong Bohemia Tour, w 1972 roku zajął trzecie miejsce w Tour de la Province de Liège, a rok później zwyciężył we włoskim Settimana Ciclistica Lombarda.